# Lunenburg (Nova Scotia)
Lunenburg ist eine kleine Hafenstadt in Lunenburg County, Nova Scotia. Es ist Kanadas älteste deutsche Siedlung mit einer langen Fischerei- und Schiffbautradition. Der Stadtkern mit seiner markanten Holzarchitektur – bunten idyllischen Häusern sowie alten Kapitänsvillen – gehört seit 1995 zum UNESCO-Weltkulturerbe.

## Lage und Geografie
Lunenburg liegt am Eingang einer Halbinsel westlich der Mahone Bay. Es liegt an der Lunenburg Bay. Die Höhe variiert von 0 bis 12 Metern über dem Meeresspiegel. Halifax liegt 90 km entfernt.

## Geschichte
Um das in Nova Scotia herrschende Ungleichgewicht zwischen Protestanten und den dort hauptsächlich ansässigen akadisch-französischen Katholiken auszugleichen, warb die britische Krone in Europa um protestantische Emigranten.
Lunenburg wurde 1753 gegründet, als der Ort zum British Empire gehörte. Anfangs wohnten hier „ausländische“ Protestanten, sogenannten Foreign Protestants, die größtenteils aus der Pfalz und aus Württemberg, Schweiz und dem damals württembergischen protestantischen Fürstentum Montbéliard kamen. Lord Cornwallis holte sie nach Kanada, indem er ihnen freie Religionsausübung und kostenlosen Landbesitz versprach und die Überfahrt finanzierte. Als fast ausschließlich Deutsche nach Lunenburg kamen, wurde der Name der Mic-Mac Indianer Mirliguèche in den heutigen Namen geändert. Wer den Stadtnamen vergeben hat, ist nicht geklärt; eventuell König Georg II. von Großbritannien, Kurfürst von Braunschweig-Lüneburg (genannt Hannover) und nominell Herzog von Braunschweig und Lüneburg.
Straßennamen in Lunenburg, erinnern an diese deutsche Bevölkerungsmehrheit, zB. Kaulbach Street, Kempt Street, Schwartz Street, Hirtle und die Tanner Road sowie die Linden Avenue.
Lunenburg ist berühmt für seine Schiffswerften und als Heimathafen der Segelschiffe Bluenose und Bluenose II, welche die kanadische 10-Cent-Münze zieren. Zudem wurden in Lunenburger Werften die  Surprise, das größte Holzschiff der Welt, das noch in Betrieb ist, sowie der Drei-Masters Bounty, der für den Film Meuterei auf der Bounty originalgetreu nachgebaut.

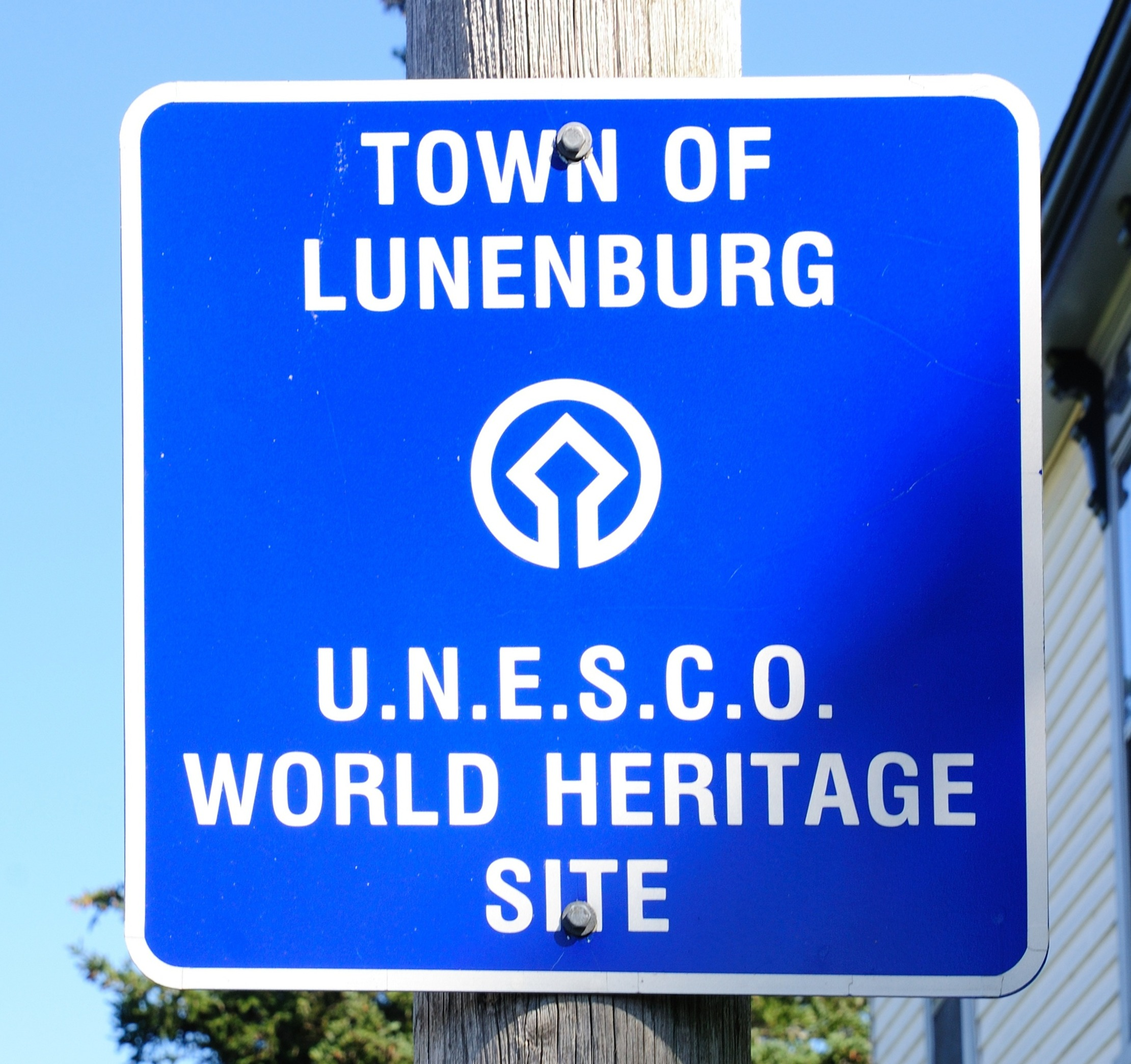
Hinweisschild auf das UNESCO-Weltkulturerbe

## Panorama

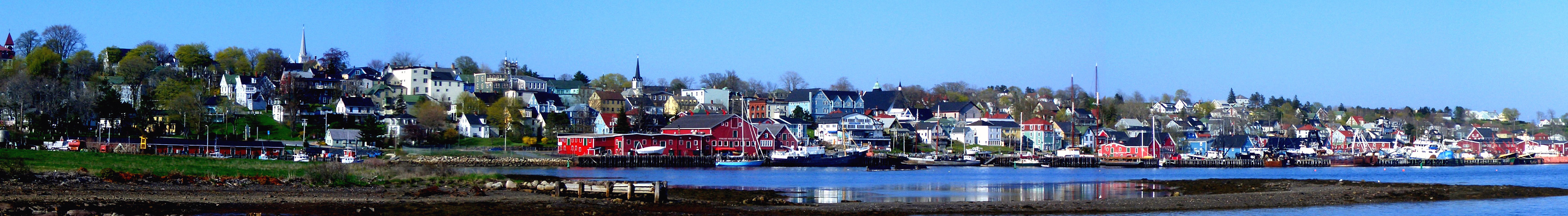
Panorama von Lunenburg

## Kultur und Sehenswürdigkeiten

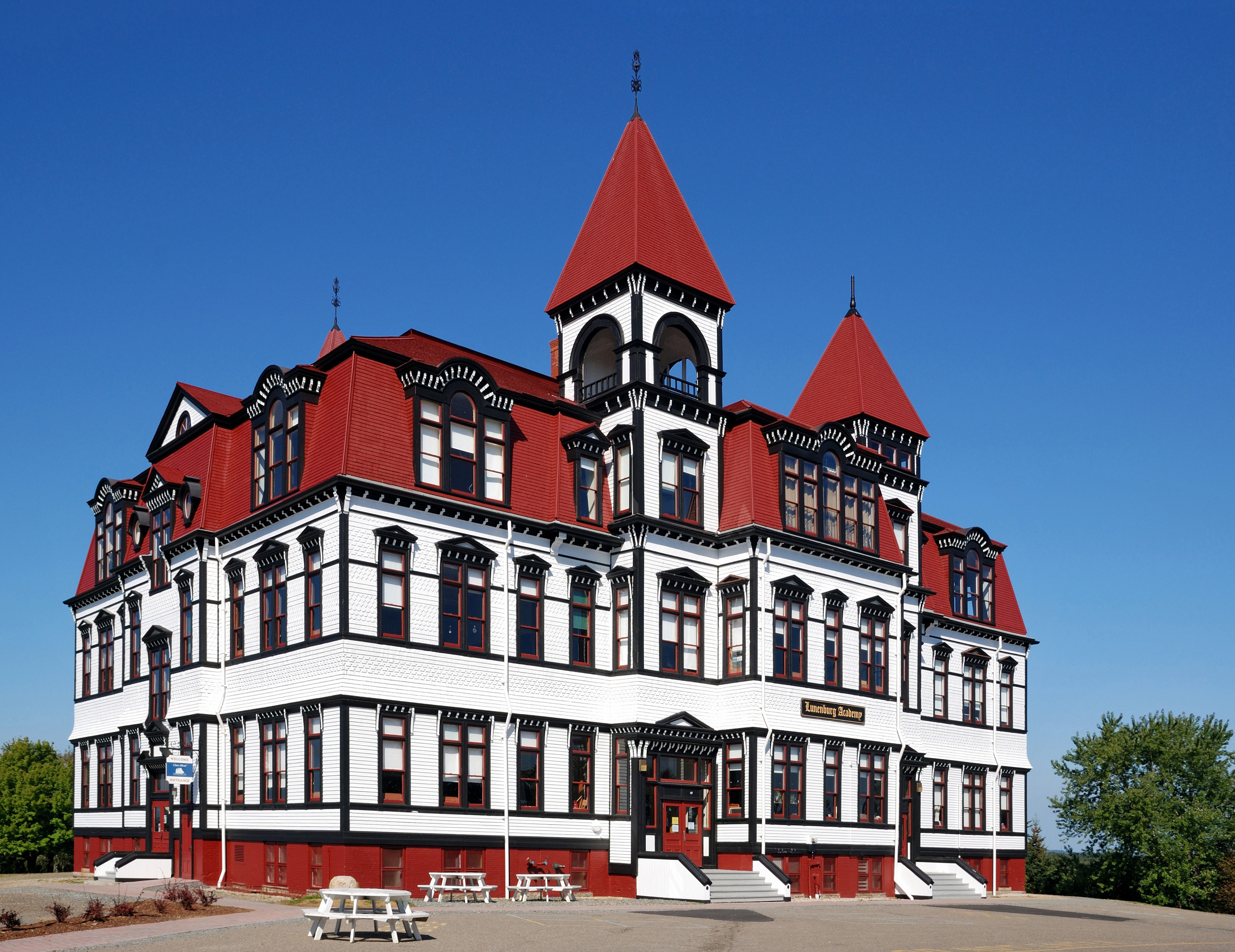
Lunenburg Academy, Schule bis zur 10. Klasse

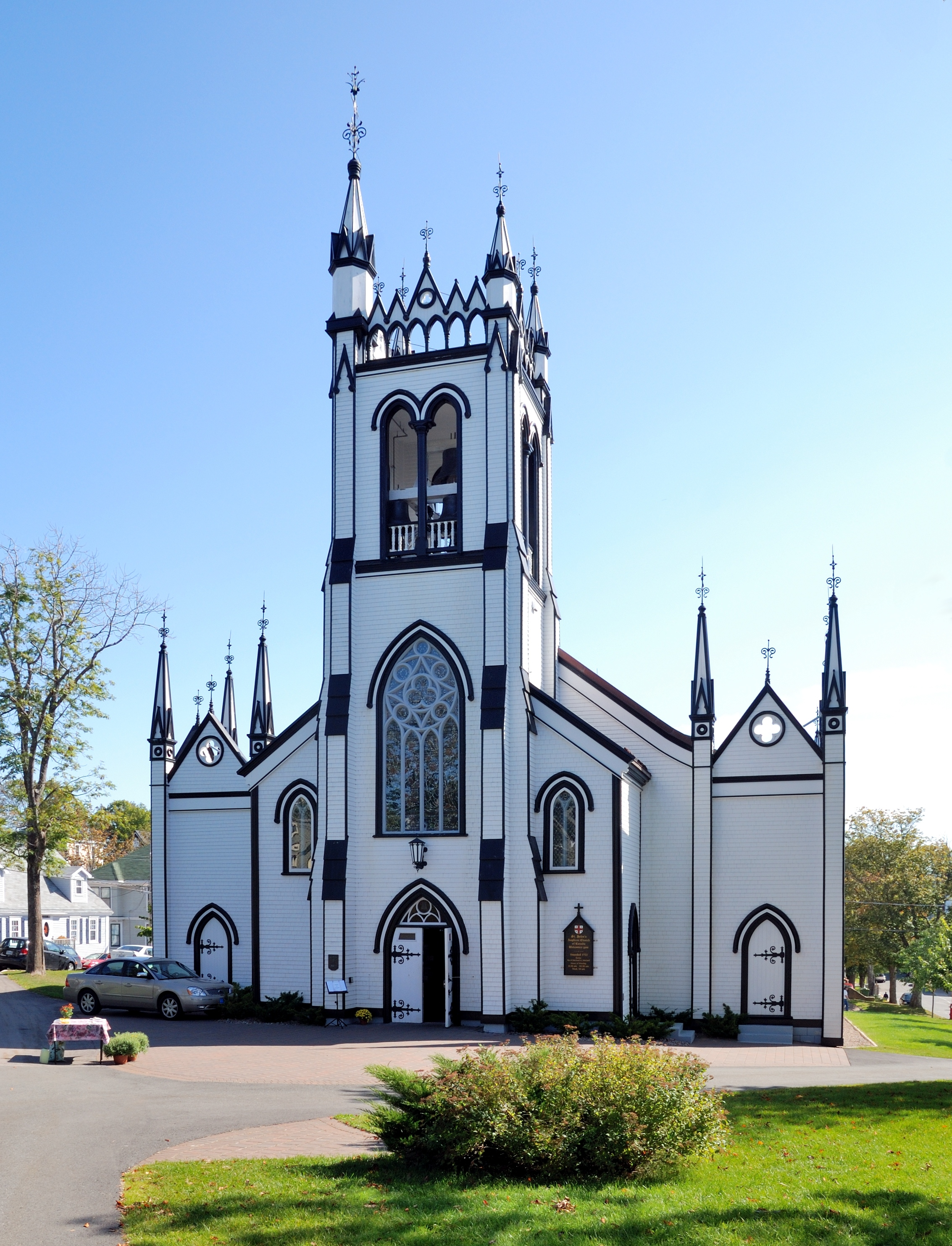
St. John’s Anglican Church

Lunenburgs Altstadt ist geprägt von Holzbauten, die zum großen Teil in kräftigen Farben angemalt sind.
Das Lunenburg Opera House wurde in den Jahren 1907/1908 nach dem Vorbild europäischer Opernhäuser errichtet. In den 1940er Jahren wurde es in ein Kino umgewandelt (Capitol Theatre) In den 1990er und 2000er Jahren stand das Haus zumeist leer. Es wurde 2006 restauriert.
Am Hafen von Lunenburg mit seinen auffälligen roten Holzhäusern befindet sich das Schifffahrtsmuseum Fisheries Museum of the Atlantic. Im Hafen liegt der Schoner Bluenose II, der Touristen für Schiffsfahrten in den Atlantik dient.
Die Zion Evangelical Lutheran Church ist eine neogotische Kirche, deren Grundstein 1890 gelegt und die im Juli 1891 geweiht wurde. Die erste Kirche der Lutheraner wurde 1772 erbaut. Diese Kirche ist nicht erhalten. 1841 wurde ein neo-gotisches Gebäude errichtet Die St. Andrew’s Presbyterian Church in der 111 Townsend Street geht auf die erste Presbyterianische Kirche Kanadas aus dem Jahr 1770 zurück. 1879 wurde sie auf 25,3 Meter Länge und eine Breite von 12,2 Meter vergrößert. Die Kirchturmspitze wurde auf 36 Meter erhöht. Die quadratischen Fenster wurden durch solche im neugotischen Stil ersetzt. Im Jahr 1909 wurden die Innenausstattung und die Ostseite der Kirche renoviert.
Die erste Schule aus dem Jahr 1864 stand an der Stelle des heutigen alten Feuerwehrhauses. Am 23. September 1893 brannte sie ab. Die zweite Schule, Lunenburg Academy genannt, wurde in den Jahren 1894–1895 auf dem 'Galgen–Hügel erbaut. Sie wurde am 7. November 1895 eröffent. Das dreistöckige rot-weiße Schulgebäude aus Holz gilt als architektonische Meisterleistung. Sie dient heute als städtische Schule. 1995 bildete die kanadische Post das Gebäude auf einer Briefmarke ab.
Die anglikanische Kirche St. John war ein Symbol der britischen Herrschaft und der anglikanischen Kirche in Kanada. 1754 im klassizistischen Stil erbaut, wurde die Kirche durch viele Anbauten verändert und im neo-gotischen Stil erneuert. Heute gilt die Kirche als bemerkenswertes Beispiel des „gotischen Zimmermann-Stils“, der traditionell in Stein, hier aber in Holz interpretiert wurde. Die St. John’s Church brannte am 1. November 2001 ab und wurde mit weltweiten Spenden wieder aufgebaut. Die Einweihung fand am 12. Juni 2005 statt.

## Trivia
Die US-Fernsehserie The Sinner mit Bill Pullman (2017–2021) wurde teilweise in Lunenburg gefilmt..

## Wirtschaft und Infrastruktur
Bis ins späte 18. Jahrhundert belieferte Lunenburg die Stadt Halifax mit Lebensmitteln. Früher war Lunenburg auch ein Zentrum der Nordatlantikfischerei. In Lunenburg befindet sich Kanadas größte Fischfabrik, von der Firma High Liner Foods Inc. betrieben. Da die Fischvorkommen durch die Einführung effizienterer Fangmethoden rapide gesunken sind, ist die hauptsächliche Einkommensquelle neben dem Schiffbau heute der Tourismus.
Die Ortschaft liegt rund zehn Kilometer südöstlich des Highway 103, der Halifax mit Bridgewater und dem südlichen Teil von Nova Scotia verbindet. Vom Highway führen die Landstraßen 324 und 3 nach Lunenburg.

## Persönlichkeiten
- Robert Winters (1910–1969), Politiker, Minister

### Sachliteratur
- Inge H. Hunter, G. Barry Whitcomb, Lunenburg Historical Society: Lunenburg. Arcadia Publishing, 2001, ISBN 0-7385-0953-1,
- Brian Cuthbertson: Lunenburg: Then and Now. Formac, 2002, ISBN 0-88780-566-3.
- Terry James: Buildings of Old Lunenburg. Nimbus Publishing 1996, ISBN 1-55109-153-4.
- Basil Brownless: The Story of Lunenburg’s Most Historic Church: The 250-year history of St. John’s Anglican Church. Lunenburg 2002.
- Kenneth Paulsen: Religion and Identity in Planter-Era Lunenburg, Nova Scotia, 1753–1785. Deutsch-kanadisches Jahrbuch, 16, Hgg. Lothar Zimmermann, Hartmut Froeschle, Myka Burke. Historical Society of Mecklenburg, Upper Canada, Toronto 2000, ISSN 0316-8603.

### Romane
- Keith Baker: Lunenburg. Feature 2001, ISBN 0-7472-6184-9.
- Eric Wilson: The Ghost of Lunenburg Manor. Fitzhenry and Whiteside 1999, ISBN 0-7736-7484-5.